# Maria Thereza Goulart
Maria Thereza Fontella Goulart (São Borja, 23 de agosto de 1936) é a viúva do 24.º presidente do Brasil, João Goulart. Ela foi primeira-dama do país de 1961 até 1964, quando seu marido foi deposto em decorrência do Golpe de Estado. Antes disso, foi segunda-dama do Brasil de 1956 até a renúncia de Jânio Quadros em 1961.
Maria Thereza destacou-se como a mais jovem esposa de um presidente brasileiro e uma das primeiras-damas mais emblemáticas da história do país. Com apenas vinte e cinco anos na época da posse, sua juventude e estilo a tornaram um símbolo de modernidade em um período de grandes transformações sociais e políticas no Brasil.
Considerada pela revista People como uma das dez primeiras-damas mais belas do mundo, e reconhecida pela Time como uma das nove "Belezas Reinantes" globais, Maria Thereza cativou o público com sua beleza, com seu carisma e presença marcante. Aos dezenove anos, ela já havia se tornado a segunda-dama mais jovem do Brasil, uma conquista que a projetou para o cenário nacional.
Durante o início dos anos 1960, Maria Thereza emergiu como um ícone da moda brasileira, em um período em que a alta-costura começava a ganhar destaque no país. Seu estilo elegante e sofisticado atraiu atenção tanto no Brasil quanto internacionalmente, fazendo dela uma figura central na cena da moda. Ela estampou capas de diversas revistas brasileiras renomadas, como Manchete, Fatos & Fotos e O Cruzeiro, além de figurar em publicações internacionais de prestígio, como a francesa Paris Match e a alemã Stern.
A influência de Maria Thereza vai além da moda, pois sua presença ao lado do presidente Goulart simbolizava um novo tempo na política brasileira, marcado por uma busca por modernização e a afirmação de uma identidade nacional. Sua imagem, ligada ao glamour e ao engajamento social, ajudou a moldar a percepção da primeira-dama no Brasil, deixando um legado que perdura até hoje.

## Biografia

### Família e juventude
Maria Thereza nasceu no interior do Rio Grande do Sul, filha dos imigrantes italianos Dinarte Fontella e Maria Júlia Pasqualotto. Sua mãe teve um parto solitário em uma estrada isolada quando tinha apenas 15 anos, um contexto que moldou a vida de Maria Thereza desde cedo. Com a influência de sua mãe, ela aprendeu a falar italiano e, além disso, teve a oportunidade de desenvolver habilidades diferenciadas, como a equitação e o tiro ao alvo, com seu tio materno. Com apenas 8 anos, já dominava o tiro ao alvo, demonstrando uma aptidão notável que refletia sua educação e o ambiente em que cresceu. Essa formação inicial contribuiu para a construção de sua personalidade forte e independente, características que a acompanharam ao longo de sua vida e carreira.

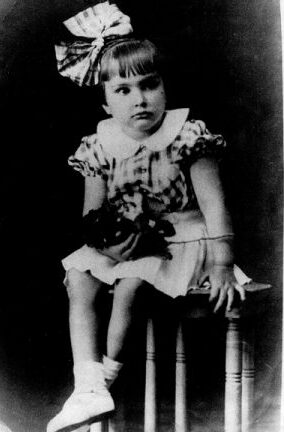
Maria Thereza na década de 1930.

Aos 5 anos, Maria Thereza mudou-se para São Borja para viver com sua tia, Horaides Zambone, com o intuito de se recuperar de uma anemia. Durante essa fase, ela foi matriculada no Grupo Escolar Getúlio Vargas, mas sua trajetória escolar não começou de maneira tranquila; foi expulsa da instituição. Em busca de uma educação mais disciplinada, foi transferida para um colégio de freiras, que se destacava por sua rigidez. Contudo, essa experiência também não durou muito, pois após dois anos, Maria Thereza foi novamente expulsa. Essas dificuldades iniciais na escola podem ter contribuído para a formação de sua personalidade forte e resiliente, características que se tornariam marcantes em sua vida adulta.
Maria Thereza estudou no Colégio Metodista Americano, um internato em Porto Alegre, onde passou a viver sob os cuidados de uma prima. Nesse ambiente, sua vida se tornou mais regrada, proporcionando uma estabilidade que ela não havia experimentado anteriormente. Durante sua infância em São Borja, Maria Thereza foi vizinha da casa de João Goulart, conhecido como Jango, e teve seu primeiro contato pessoal com ele aos 14 anos. Em uma ocasião, ela recebeu a tarefa de entregar uma correspondência para Jango a pedido de Dinarte Dornelles, que era tio materno de Getúlio Vargas. Esse encontro inicial pode ter sido um marco importante, uma vez que eventualmente se tornaria seu parceiro de vida e um importante personagem na política brasileira.
Em Porto Alegre, na casa da tia América Fontella, casada com Spartacus Dornelles Vargas (irmão de Getúlio Vargas), Maria Thereza teve a oportunidade de conhecer Leonel Brizola aos 12 anos. Nesse ambiente familiar, ela também realizou seu baile de debutante, um evento marcante em sua juventude, que contou com a presença de João Goulart entre os convidados. Maria Thereza revela que, embora Goulart estivesse presente e fosse uma figura de destaque, não se apaixonou à "primeira vista", pois não imaginava que pudesse namorar alguém com tamanha projeção política.
Entre as primas de Maria Thereza estava Yara Vargas, uma figura influente que mais tarde se destacou na política e contribuiu para a fundação do Partido Democrático Trabalhista (PDT). Essa conexão familiar e política ajudou a moldar o ambiente em que Maria Thereza cresceu, cercada por pessoas envolvidas em questões sociais e políticas que impactariam seu futuro e o de seu marido.

### Relacionamento com Jango

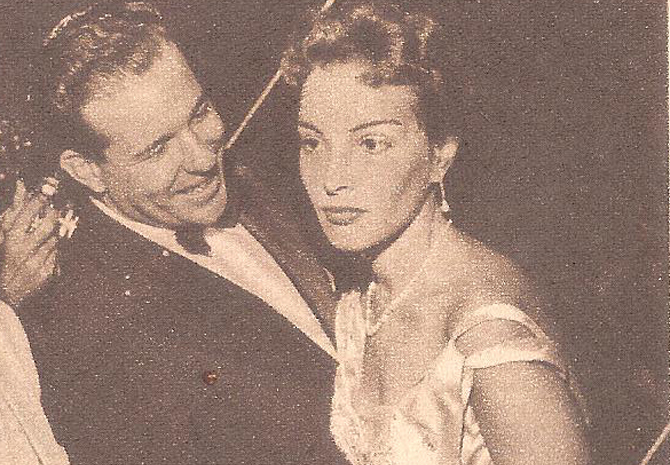
Maria Thereza e Jango em 1956.

Em 11 de dezembro de 1950, Maria Thereza conheceu o empresário João Goulart em São Borja, sua cidade natal, em um evento social pouco antes da posse do presidente eleito Getúlio Vargas, de quem Jango era amigo próximo. Na época, ela tinha apenas 13 anos, enquanto ele, com 31, já era uma figura de destaque e influência política.
Anos mais tarde, quando Maria Thereza concluiu seus estudos, o relacionamento entre os dois evoluiu para um vínculo afetivo mais profundo. Nesse período, Jango já ocupava o cargo de Ministro do Trabalho, e a jovem Maria Thereza passou a acompanhá-lo em compromissos sociais e diplomáticos, consolidando o relacionamento que mais tarde se tornaria um dos casamentos mais conhecidos da política brasileira.

### Casamento
Maria Thereza e João Goulart casaram-se no civil em 26 de abril de 1955, e a cerimônia religiosa foi realizada na capela da Cúria Metropolitana de Porto Alegre, celebrada pelo arcebispo Dom Alfredo Vicente Scherer. Na época, João Goulart era um dos candidatos à vice-presidência do Brasil, cargo que assumiria em janeiro de 1956, permanecendo até 1961. Com o matrimônio, Maria Thereza passou a ser concunhada de Leonel Brizola, importante líder político e marido de Neuza Brizola.
O casal teve dois filhos: João Vicente Goulart, nascido em 22 de novembro de 1956, que seguiu carreira política e atuou como deputado estadual; e Denise Goulart, nascida em 29 de novembro de 1957, que se dedicou à carreira de historiadora. Durante os anos de intensa atividade política e vida pública, a família Goulart residiu no Edifício Chopin, um renomado endereço residencial localizado ao lado do icônico Hotel Copacabana Palace, no Rio de Janeiro.

## Segunda-dama do Brasil
Maria Thereza tornou-se a segunda-dama do Brasil aos dezenove anos, em 1956, com a posse de João Goulart como vice-presidente no governo de Juscelino Kubitschek e, mais tarde, no breve mandato de Jânio Quadros. Nesse período, ela manteve uma vida reservada, longe das pressões e da visibilidade pública, dedicando-se aos filhos e à família. O foco de Maria Thereza na vida doméstica e sua escolha de manter-se distante dos holofotes exemplificam o perfil discreto e tradicional que muitas segundas-damas adotavam na época. Essa fase de relativa tranquilidade logo seria substituída pelo intenso protagonismo que experimentaria ao lado de Jango durante a presidência, quando sua figura se tornaria ícone de elegância e influência social.

### Viagens oficiais

#### Estados Unidos

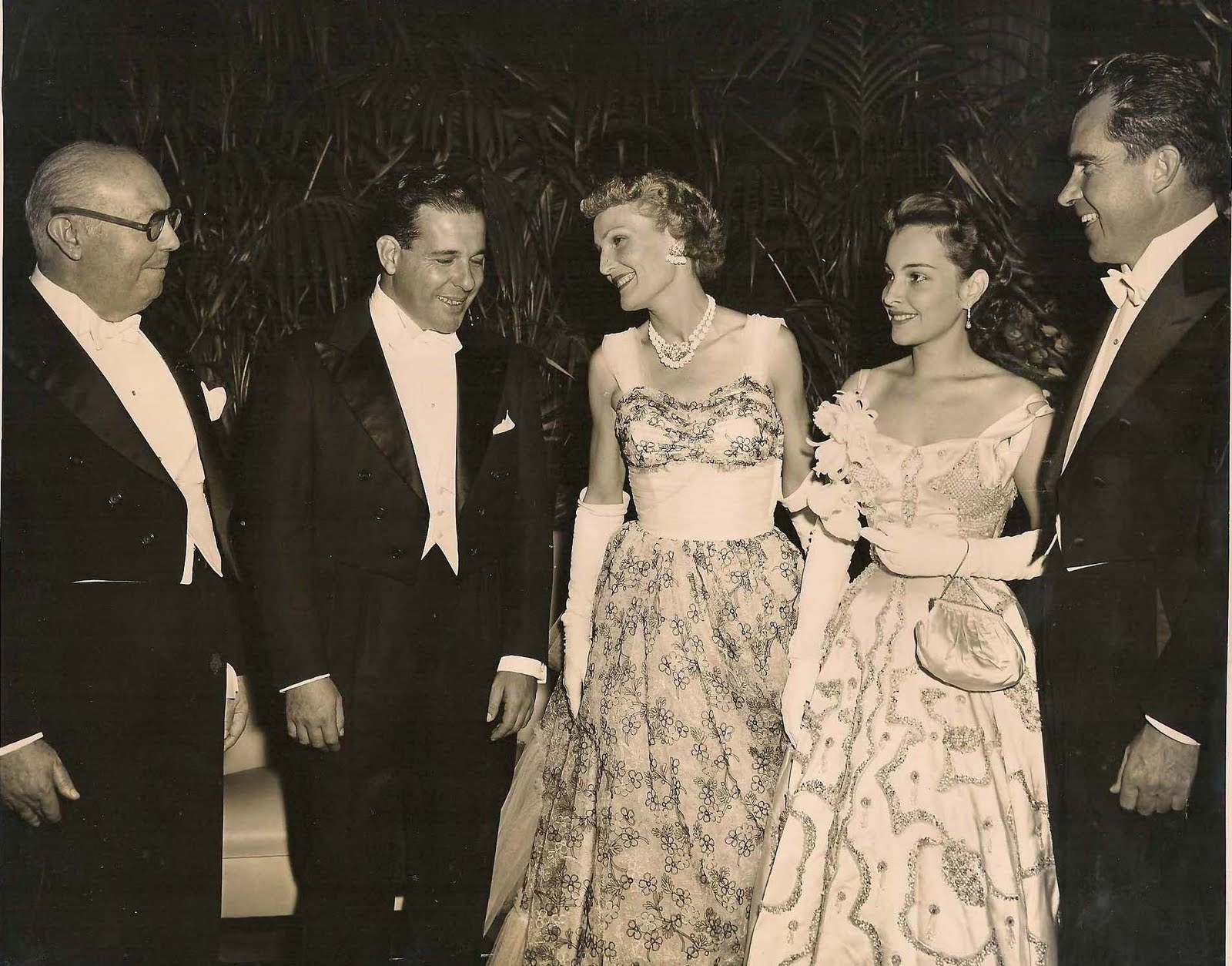
Maria Thereza, Jango, Pat Nixon, Richard Nixon e João Carlos Muniz, em 1956.

Em 30 de abril de 1956, Maria Thereza e João Goulart realizaram uma viagem oficial aos Estados Unidos a convite do vice-presidente norte-americano Richard Nixon. Recebidos com honras pelo próprio Nixon, sua esposa Pat Nixon e o Secretário de Estado John Foster Dulles, o casal brasileiro se hospedou na Blair House, a residência oficial para convidados de Estado. Durante a estadia, o casal Nixon ofereceu um almoço privado em sua homenagem, contando com a presença de várias autoridades. Em 2 de maio, o casal foi recebido na Casa Branca pelo presidente Dwight D. Eisenhower e a primeira-dama Mamie Eisenhower, consolidando uma relação diplomática calorosa entre os países e marcando a primeira viagem internacional de Jango e Maria Thereza como vice-presidente e segunda-dama. A visita foi retratada pela imprensa americana e brasileira como um gesto de aproximação entre as nações no contexto da Guerra Fria, destacando o papel crescente do Brasil nas relações internacionais.

#### Vaticano
Em 1959, durante uma audiência com o Papa João XXIII no Vaticano, Maria Thereza e João Goulart foram acompanhados pelo filho pequeno, João Vicente. No meio da audiência, o jovem João Vicente inesperadamente interrompeu o encontro ao pedir para ir ao banheiro, causando um leve constrangimento para os pais em um momento de grande solenidade. O incidente acabou trazendo uma nota de descontração para a visita, sendo relembrado posteriormente com humor pela família e amigos próximos, que viam no episódio uma lembrança da espontaneidade típica de uma criança.

## Primeira-dama do Brasil
Em agosto de 1961, Maria Thereza estava hospedada no hotel Lloret de Mar, na Espanha, com seus dois filhos pequenos. O proprietário do hotel era amigo de seu marido, João Goulart, que estava em uma viagem oficial à China, na época uma rara e importante missão diplomática, especialmente em meio às tensões da Guerra Fria. Durante o café da manhã, Maria Thereza recebeu, surpresa, a notícia de que Jânio Quadros havia renunciado à Presidência do Brasil e que seu marido, então vice-presidente, se tornara o novo Presidente da República. Imediatamente, o Itamaraty e diversos jornalistas buscaram contato com Maria Thereza. Na ausência de Goulart, seu irmão João José, que atuava como diretor da Riotur, assumiu temporariamente o papel de porta-voz, gerindo a comunicação entre a imprensa e a família.

Dada a complexa situação política no Brasil, Jânio aconselhou Maria Thereza a permanecer no hotel até que houvesse uma definição segura sobre a posse, que enfrentava oposição de setores militares. A resistência por parte dos ministros militares criou uma crise institucional, culminando na Campanha da Legalidade, liderada pelo então governador do Rio Grande do Sul, Leonel Brizola, em defesa da posse de Goulart. A nova e jovem primeira-dama, ciente da delicadeza do momento, seguiu as recomendações e só retornou ao Brasil após a confirmação oficial da posse de seu marido.
Eu me dei conta que era a primeira-dama quando o avião da Varig pousou em Brasília. Fiquei apavorada.
Durante o mandato de seu marido, João Goulart, Maria Thereza viveu por cerca de seis meses no Palácio da Alvorada, a residência oficial da presidência brasileira. No entanto, ela optou por mudar-se para a Granja do Torto, um espaço que oferecia um ambiente mais tranquilo e acolhedor. Na Granja, Maria Thereza aproveitava a serenidade do local para se dedicar a uma de suas grandes paixões: a equitação. Essa prática proporcionava um momento de lazer e descontração e permitia que ela se conectasse com a natureza, longe da pressão e dos holofotes da vida política. O contato com os cavalos e a prática de atividades ao ar livre se tornaram fundamentais para seu bem-estar emocional, especialmente em um período de intensas mudanças e desafios políticos que afetaram sua vida e a de sua família.
Como primeira-dama do Brasil, Maria Thereza assumiu a presidência de honra da Legião Brasileira de Assistência (LBA), uma entidade dedicada a promover o bem-estar social e apoiar comunidades carentes. Em sua nova função, ela desempenhou um papel ativo e decisivo na fundação da sede da LBA em Brasília, onde se dedicou à reforma do prédio, transformando-o em um espaço acolhedor e funcional para as atividades da organização. Maria Thereza cuidou da estrutura física e se empenhou em formar uma equipe comprometida e dedicada ao trabalho social, garantindo que a LBA pudesse atender de maneira eficaz as necessidades da população. Sob sua liderança, a entidade conseguiu captar grandes doações, incluindo veículos como carros e caminhões, que eram leiloados para arrecadar fundos em benefício das diversas causas assistenciais apoiadas pela LBA.

Em março de 1962, Maria Thereza recepcionou o príncipe Filipe, Duque de Edimburgo, durante sua visita oficial ao Brasil. Este evento foi significativo pelo prestígio da visita real e por ser uma oportunidade para o Brasil fortalecer laços diplomáticos com a monarquia britânica. Na ocasião, o príncipe expressou diversos elogios a Maria Thereza, que se destacou por sua elegância e cordialidade como primeira-dama. Seu charme e habilidade em recepcionar dignitários internacionais impressionaram não apenas o Duque, mas também a imprensa, que ressaltou a importância da primeira-dama na promoção da imagem do Brasil no cenário mundial. A visita reforçou a percepção de Maria Thereza como uma embaixadora do estilo e da cultura brasileiras, solidificando sua posição como uma figura proeminente e respeitada na diplomacia do país.

Maria Thereza com a embaixatriz americana Allison Gordon, no Palácio da Alvorada, em 1961.

Entre os dias 4 e 11 de abril de 1962, João Goulart realizou uma viagem oficial aos Estados Unidos, onde foi recebido pelo presidente John F. Kennedy na Casa Branca. Este encontro foi parte de um esforço maior para estreitar laços diplomáticos e econômicos entre os dois países, em meio ao contexto da Guerra Fria, quando a aliança entre os Estados Unidos e a América Latina era considerada estratégica.
Embora Maria Thereza não tenha viajado para a capital americana, onde teria a oportunidade de se encontrar com a primeira-dama Jacqueline Kennedy, ela demonstrou seu apreço e respeito ao enviar a Jacqueline um livro repleto de belas ilustrações de pássaros brasileiros, simbolizando a riqueza da fauna do Brasil e a cultura nacional. A escolha do presente evidenciou seu conhecimento sobre as preferências da primeira-dama americana, que era conhecida por seu interesse por arte e natureza.
A imprensa costumava referir-se a Maria Thereza como a 'Jackie Kennedy dos trópicos', reconhecendo que ambas eram ícones de moda e sofisticação na década de 1960. Assim como Jacqueline, Maria Thereza teve um papel significativo na definição do estilo e da elegância entre as mulheres da época, utilizando sua posição para promover a alta costura brasileira e fortalecer a imagem do país no exterior.
No dia 18 de setembro de 1963, Maria Thereza recebeu em Brasília, junto a seu marido, o presidente da Iugoslávia, Josip Broz Tito, e a primeira-dama, Jovanka Broz. Essa visita foi uma oportunidade importante para fortalecer os laços diplomáticos entre o Brasil e a Iugoslávia, em um momento em que muitos países buscavam alianças estratégicas no cenário global.
No dia seguinte, o casal iugoslavo ofereceu um banquete em homenagem ao casal brasileiro, destacando a hospitalidade e a amizade entre as nações. Durante a estadia oficial no Brasil, Tito se encantou com a beleza e o charme da jovem Maria Thereza, não escondendo seu fascínio ao interagir com ela. Sua presença carismática e seu estilo elegante atraíram a atenção de todos os presentes, reforçando ainda mais a imagem de Maria Thereza como uma figura proeminente e admirada no cenário internacional, consolidando sua reputação como uma embaixadora do Brasil no exterior.

Maria Thereza recebeu do cantor americano Frank Sinatra uma carta pessoal, acompanhada de uma coleção de seus discos de vinil. Na correspondência, Sinatra expressou sua admiração pelo trabalho e talento de Maria Thereza, destacando sua elegância e o impacto que ela teve como primeira-dama do Brasil. A entrega desse presente simbolizou o respeito do icônico artista pela cultura brasileira, reforçando a posição de Maria Thereza como uma figura internacionalmente reconhecida, capaz de atrair a atenção de grandes personalidades da música e do entretenimento. A relação entre ambos refletiu a troca cultural que caracterizou a década de 1960, quando artistas e líderes globais frequentemente se conectavam em eventos e correspondências, promovendo um intercâmbio de ideias e valores entre nações..

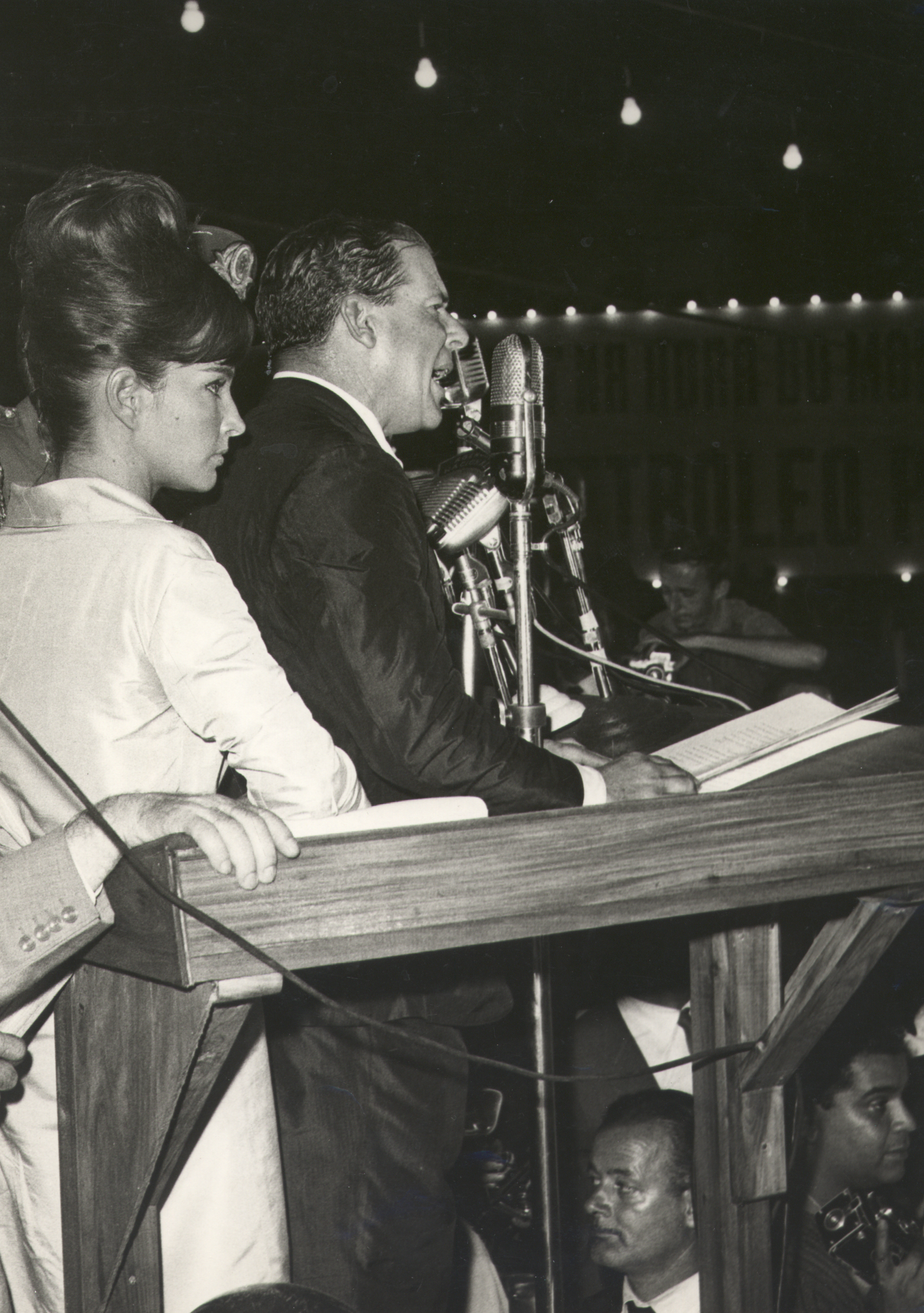
Jango e Maria Thereza no Comício da Central, em 1964.

Maria Thereza esteve ao lado de seu marido no famoso Comício da Central, realizado em 13 de março de 1964, na cidade do Rio de Janeiro, na Praça da República, em frente à estação da Central do Brasil. Este ato, orquestrado pelo presidente João Goulart, teve como objetivo pressionar o Congresso Nacional a aprovar diversas reformas, incluindo a reforma agrária e a reforma eleitoral, que eram fundamentais para sua agenda política.
O comício atraiu uma enorme multidão e simbolizou um momento crucial da história política brasileira, refletindo a crescente tensão entre as forças progressistas e conservadoras do país. No entanto, apenas duas semanas após o evento na Central, Jango foi deposto pelos militares no que ficou conhecido como o Golpe de Estado de 1964.

Em uma entrevista, a ex-primeira-dama revelou que "teve muito medo" durante esse período tumultuado. A declaração de Maria Thereza reflete a incerteza e a apreensão que dominaram os dias que antecederam a deposição de seu marido, enquanto o clima político se tornava cada vez mais hostil e perigoso. Sua experiência nesse contexto destaca o impacto pessoal do golpe na vida da família Goulart, e a fragilidade da democracia no Brasil naquele momento histórico.
Eu tive muito medo porque estava uma pressão muito grande, ele não estava bem de saúde. Também havia boato de que haveria um atentado.

### Moda e elegância
Na condição de primeira-dama, Maria Thereza optou pela então nascente alta costura brasileira, tornando-se cliente do estilista Dener Pamplona de Abreu, que passou a ser o responsável por seu guarda-roupa. Ele criou trajes para diversas ocasiões, como recepções, casamentos, funerais e solenidades oficiais, estabelecendo tendências e consolidando Maria Thereza como um ícone da moda brasileira no início dos anos 1960. Glamorosa, ela atraiu o interesse da imprensa e conquistou o imaginário dos brasileiros, que se inspiravam em suas elegantes peças de vestuário. Sua escolha pela moda brasileira, em vez de grifes estrangeiras, atraiu a alta sociedade paulista e brasiliense para eventos beneficentes e impulsionou não só a alta costura nacional, mas também a economia do setor.

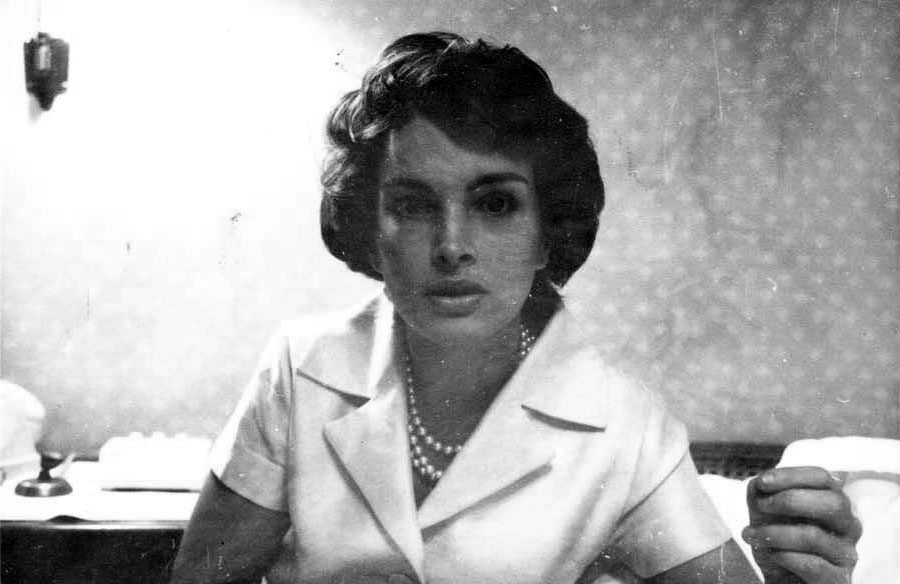
Maria Thereza como primeira-dama do Brasil.

A revista Time classificou Maria Thereza como uma das nove 'Reigning Beauties' (Belezas Reinantes), ao lado de figuras icônicas que deixaram uma marca significativa na história e na cultura, como a ex-primeira-dama dos Estados Unidos, Jacqueline Kennedy; a princesa Grace Kelly de Mônaco; e a imperatriz Farah Diba do Irã. Essa distinção ressaltou não apenas a beleza e o charme de Maria Thereza, mas também seu papel como uma influente representante da moda e da elegância na década de 1960.
Além disso, a revista People também a destacou, reconhecendo-a como uma das dez primeiras-damas mais belas do mundo. Esse reconhecimento reforçou sua imagem como um ícone de sofisticação e glamour, solidificando seu status no cenário internacional. A comparação com outras líderes femininas de destaque da época, como Jacqueline Kennedy, refletiu não somente sua beleza, mas seu impacto cultural e social, que transcendia as fronteiras do Brasil e a conectava a um contexto global de moda e estilo.
Segundo o jornalista Alberto Dines, Maria Thereza foi a primeira-dama mais bela da história do Brasil.

### Potencial midiático
Após emergir como a primeira-dama mais jovem do Brasil, Maria Thereza foi rapidamente comparada a Jackie Kennedy, sendo reconhecida como um símbolo de elegância, charme e beleza. Essa nova imagem a estabeleceu como uma figura de destaque e como um exemplo admirável de mulher, esposa e mãe dedicada. A combinação de sua juventude e seu papel no Palácio da Alvorada gerou empatia na imprensa, que a retratou de maneira positiva, e rapidamente conquistou as redes sociais, onde seu estilo e suas ações passaram a inspirar e ressoar com o público.

## Deposição de Jango e viuvez
Após a deposição de João Goulart em 1964, a família enfrentou um período de exílio que os levou inicialmente ao Uruguai e, posteriormente, à Argentina. Durante esses anos difíceis, Maria Thereza teve que se adaptar a uma nova realidade, longe de sua terra natal e das responsabilidades que lhe eram familiares como primeira-dama.
João Goulart faleceu em 6 de dezembro de 1976, em circunstâncias controversas, supostamente devido a um ataque cardíaco. Notavelmente, seu corpo não foi submetido a uma necrópsia antes de ser liberado para o funeral, o que gerou especulações sobre as causas reais de sua morte e levantou questões sobre a transparência dos eventos que cercaram sua vida e legado.

Com o passar dos anos, Maria Thereza se tornou uma voz importante na preservação da memória de seu marido e do período que viveram juntos. Em 25 de março de 2014, o Instituto Presidente João Goulart publicou um artigo escrito por ela, em referência aos 50 anos do golpe militar que depôs seu marido. Nesse texto, Maria Thereza refletiu sobre os impactos do golpe na democracia brasileira, além de compartilhar suas lembranças e experiências pessoais, contribuindo assim para um entendimento mais profundo do contexto político da época e da história de sua família.
É muito difícil ter as respostas certas para essa pergunta. Até hoje, 50 anos depois eu me questiono para conseguir entender o porquê daqueles momentos tão assustadores que de repente mudaram o rumo de nossas vidas, de nossa pátria e de nosso povo. As mudanças foram infinitas. Perdi pessoas que eu amava sem poder dizer adeus. Perdi amigos, perdi meu lar e perdi minha pátria. Fiquei sem meus sonhos vivendo uma realidade de incertezas e desafetos. Tive medo sim e pensei que aqueles momentos eram de uma perseguição coletiva que acabaria envolvendo nosso futuro.

## Processo de anistia

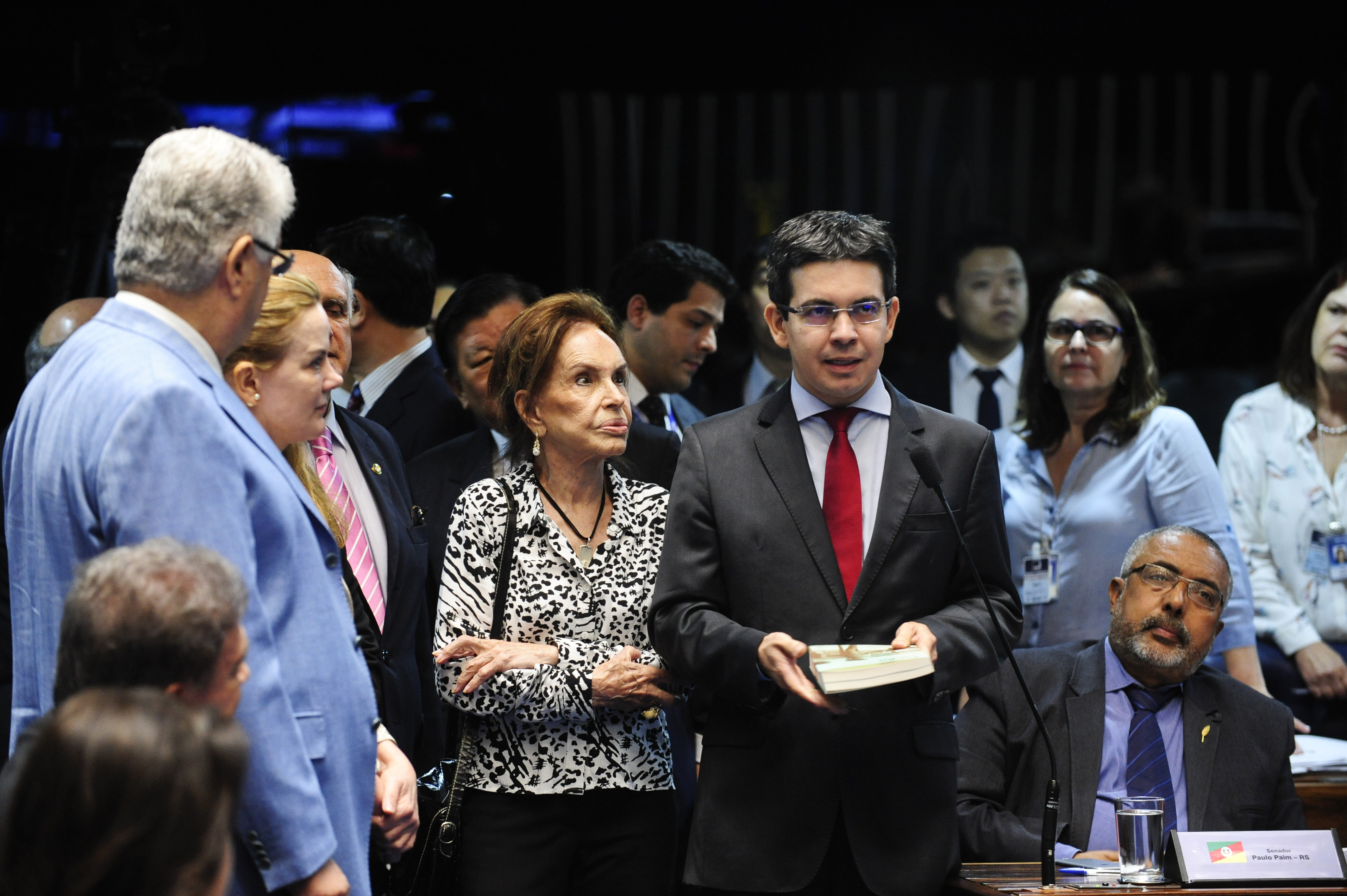
Maria Thereza com o Senador Randolfe Rodrigues, em 2016.

No dia 15 de novembro de 2008, após um extenso processo judicial de quatro anos contra o governo federal, Maria Thereza e o ex-presidente João Goulart foram finalmente agraciados com a anistia política. Este foi um marco significativo na história do Brasil, pois foi a primeira vez que um ex-presidente brasileiro recebeu tal reconhecimento por perseguição política, simbolizando um passo importante na busca pela justiça e reparação pelos abusos cometidos durante o regime militar que se estabeleceu após o golpe de 1964.
Após a anistia, Maria Thereza passou a receber uma pensão mensal de 5.425 reais, um valor equivalente, em 2008, ao salário de um advogado sênior, dado que João Goulart era bacharel em Direito. Essa pensão foi concedida em reconhecimento ao fato de que o exílio de Goulart o impediu de exercer atividades remuneradas no Brasil. Além disso, a pensão foi retroativa a 1999, totalizando aproximadamente 644 mil reais, a serem pagos em parcelas ao longo de dez anos. Também foi reconhecido que Maria Thereza sofreu restrições por não poder retornar ao Brasil durante quinze anos, resultando em uma compensação adicional de 100 mil reais.
O presidente Luiz Inácio Lula da Silva, ao anunciar a anistia, destacou que o governo "reconhece os erros do passado e pede desculpas a um homem que defendeu a nação e seu povo, do qual jamais poderíamos ter prescindido". A anistia de Maria Thereza e João Goulart representa, portanto, não apenas um ato de justiça individual, mas também um gesto de reparação histórica que ecoa na memória coletiva do Brasil.

## Homenagens
Em 20 de novembro de 2019, Maria Thereza recebeu a prestigiosa Medalha Mérito Legislativo da Câmara dos Deputados. Sua indicação foi feita pelo deputado Daniel Almeida, representando o Partido Comunista do Brasil (PCdoB) da Bahia. Esta honraria foi concedida em reconhecimento à sua contribuição à sociedade brasileira e ao seu papel significativo na história política do país, especialmente considerando sua trajetória ao lado de João Goulart, que enfrentou perseguições e desafios durante e após o regime militar.
Depois de muitos anos, foi uma surpresa enorme para mim, mas eu recebi com muito carinho e muita honra.

## Representações na cultura
- Foi interpretada pela atriz Angela Dippe na peça teatral Maria Thereza e Dener.[48][49]

A diretora Susanna Lira fará o filme "Vestida de Silêncio", cuja gravação estava prevista para 2021, que revistará a história de João Goulart pelo olhar de Maria Thereza. A ex-primeira-dama será interpretada pela atriz Andreia Horta. A gravação foi adiada devido a pandemia de COVID-19.